# ماونت هبرون (آلاباما)
ماونت هبرون (به انگلیسی: Mount Hebron) یک منطقهٔ مسکونی در ایالات متحده آمریکا است که در آلاباما واقع شده‌است. ماونت هبرون ۲۶۷٫۹۲ متر بالاتر از سطح دریا قرار دارد.